# Версхофен
Версхофен (њем. Wershofen) општина је у њемачкој савезној држави Рајна-Палатинат. Једно је од 74 општинска средишта округа Арвајлер. Према процјени из 2010. у општини је живјело 886 становника. Посједује регионалну шифру (AGS) 7131082.

## Географски и демографски подаци
Версхофен се налази у савезној држави Рајна-Палатинат у округу Арвајлер. Општина се налази на надморској висини од 495 метара. Површина општине износи 14,4 km². У самом мјесту је, према процјени из 2010. године, живјело 886 становника. Просјечна густина становништва износи 62 становника/km².